# Hinckley United FC
Hinckley United Football Club är en fotbollsklubb från Hinckley, Leicestershire, England. Den bildades 1997 och hemmamatcherna spelas på Marston's Stadium. Klubbens smeknamn är The Knitters.

## Historia
Hinckley bildades den 18 juni 1997 genom sammanslagningen av Hinckley Athletic och Hinckley Town. Den nya klubben spelade sina matcher på Athletics Middlefield Lane och Town's Leicester Road användes som träningsplan. Hinckley United tog Uniteds plats i Southern Football League efter att sammanslagningen godkänts av FA och Southern Football League.
I samband med bildandet av klubben hölls en tävling för fansen för att få ett smeknamn, det vinnande förslaget blev The Knitters. Namnet speglar stadens industriella historia.

## Meriter
- Southern Football League Division One Midlands: 2001
- Leicestershire Challenge Cup: 2001, 2002, 2004, 2007